# Training Day (série télévisée)
Pour l’article homonyme, voir Training Day.
Training Day est une série télévisée américaine en treize épisodes de 42 minutes créée par Antoine Fuqua, et diffusée entre le 2 février 2017 et le 20 mai 2017 sur le réseau CBS et en simultané sur le réseau CTV au Canada.
La série se présente comme une suite réimaginée du film homonyme d'Antoine Fuqua sorti en 2001.
En France, la série a été diffusée du 26 octobre au 30 novembre 2017 sur Sérieclub puis dès le 27 janvier 2018 sur TF1 Séries Films, et au Québec à partir du 10 avril 2018 sur Ztélé.

## Synopsis
Kyle Craig, officier afro-américain, rejoint la section spéciale d'investigation de la police de Los Angeles. Ce jeune officier idéaliste va devoir faire équipe avec Frank Rourke, un vétéran de la police au caractère bien trempé et à la moralité douteuse. Les deux inspecteurs vont devoir s'apprivoiser pour mener une collaboration efficace...

## Distribution

### Acteurs principaux
- Bill Paxton (VF : Eric Aubrahn) : Inspecteur Frank Rourke
- Justin Cornwell (en) (VF : Eilias Changuel) : Inspecteur Kyle Craig
- Katrina Law (VF : Laëtitia Laburthe) : Inspectrice Rebecca Lee
- Drew Van Acker (VF : Franck Lorrain) : Tommy Campbell
- Lex Scott Davis (VF : Corinne Wellong) : Alyse Craig
- Julie Benz (VF : Micky Sébastian) : Holly McCabe
- Christina Vidal (VF : Marie Chevalot) : Inspectrice Valeria Chavez
- Marianne Jean-Baptiste (VF : Pascale Vital) : Chef-Adjointe Joy Lockhart

### Acteurs récurrents et invités
- Noel Gugliemi (VF : Boris Rehlinger) : Moreno
- Cassius Willis (VF : Frantz Confiac) : Billy
- Lela Rochon (VF : Laura Zichy) : Mme Craig
- Max Martini (VF : Jean-Pascal Quilichini) : Jack Ivers
- Selkie Hom (VF : Elsa Davoine) : Artémis
- Emma Caulfield : Lauren (épisode 5)
- Brian Van Holt : Jeff Kullen, mari de Lauren (épisode 5)
Version française
  - Société de doublage :
  - Direction artistique : Nathanel Alimi[7]
  - Adaptation des dialogues :

 Source et légende : version française (VF) sur RS Doublage

## Fiche technique
Sauf indication contraire, les informations mentionnées dans cette section peuvent être confirmées par la base de données cinématographiques IMDb,  présente dans la section « Liens externes ».
- Musique : Jeff Cardoni
- Production : Erik Holmberg
- Producteurs délégués : Will Beall, Jerry Bruckheimer, Antoine Fuqua, Jonathan Littman et Terence Paul Winter
- Sociétés de production : Fuqua Films, Jerry Bruckheimer Television, Warner Bros. Television
- Distribution : CBS

## Production

### Développement
Le 7 août 2015, il est annoncé qu'Antoine Fuqua et Jerry Bruckheimer travaillent sur l'adaptation cinématographique du film Training Day en série télévisée, avec Will Beall à l'écriture, sans être encore attachée à une chaîne de télévision.
Le 13 août 2015, le projet de série est affilié au réseau CBS, avec l'engagement de la chaîne de produire un pilote.
Le 1er février 2016, CBS commande un épisode pilote pour la saison 2016/2017.
Le 13 mai 2016, le réseau CBS annonce officiellement après le visionnage du pilote, la commande du projet de série avec une commande initiale de treize épisodes, pour une diffusion lors de la saison 2016 / 2017.
Le 15 mai 2016, lors des Upfronts 2016, CBS annonce la diffusion de la série pour le premier semestre 2017.
Le 30 novembre 2016, le réseau CBS annonce la date de lancement de la série au 2 février 2017.
Le 10 mars 2017, la série est déplacée dans la case du samedi soir, annulant la série.
Le 17 mai 2017, CBS annonce officiellement l'arrêt de la série.

### Attribution des rôles
Bill Paxton est le premier acteur à rejoindre la distribution le 26 février 2016, dans le rôle de Frank Rourke. Le 2 mars 2016, Katrina Law rejoint la série dans le rôle du détective Rebecca Lee. Le lendemain, Drew Van Acker est annoncé dans le rôle de l'officier Tommy Campbell.
Le 7 mars 2016, Lex Scott Davis obtient le rôle d'Alyse Arrendondo, une professeure d'histoire. Elle est rejointe, le 11 mars 2016, par Julie Benz qui sera Holly McCabe.
Le 14 mars 2016, Justin Cornwell rejoint la distribution dans le rôle de Kyle Craig, un officier idéaliste du LAPD.
Parmi les acteurs récurrents et invités : Christina Vidal, Emma Caulfield et Brian Van Holt.
Le 25 février 2017, Bill Paxton décède des suites de complications à la suite d'une intervention chirurgicale. La production des treize épisodes de la série a été complétée.

### Tournage
La série est tournée à Los Angeles dans l'état de Californie aux États-Unis.

## Épisodes
1. Au cœur des ténèbres (Apocalypse Now)
2. Les Amazones (Tehrangeles)
3. Partie d'échecs (Trigger Time)
4. Des hommes d'honneur (Code of Honor)
5. Coup de grâce (Wages of Sin)
6. Erreurs de jeunesse (Faultlines)
7. Quid Pro Quo (Quid Pro Quo)
8. Sur la corde raide (Blurred Lines)
9. Le Grain de sable (Bad Day at Aqua Mesa)
10. Casting sauvage (Sunset)
11. Fausses pistes (Tunnel Vision)
12. Prêt à protéger et servir, première partie (Elegy)
13. Prêt à protéger et servir, deuxième partie (Elegy Part: 2)

## Critiques
La série s'est faite violemment lyncher par la presse américaine. Pour la plupart des critiques, cette version télé n'a tout simplement pas réussi à capter l'essence si spéciale du film, qui avait offert un Oscar à Denzel Washington à l'époque : « Le problème ici, c'est que l'esthétique féroce qui rendait le film si puissant a été entièrement nettoyée, atténuée, pour permettre à Training Day de devenir une série criminelle de prime time », écrit sobrement le Los Angeles Times.
Même sentiment du côté du Hollywood Reporter, qui se désole en voyant que cette « nouvelle tentative d'utiliser une marque établie ne parvient pas à capturer toute la gravité ou la complexité morale du film de Denzel Washington ». Le célèbre magazine américain constate que, sans l'équipe originale, il était impossible de reproduire la force de Training Day : « C'était fichu d'avance. La série ne parvient tout simplement pas à livrer un Training Day à la hauteur de l'original, piquant et éthiquement trouble. Même si la déception était inévitable, sans le scénariste David Ayer, ni le réalisateur Antoine Fuqua (qui reste producteur exécutif), ni Ethan Hawke, ni Denzel Washington, la chute est quand même tristement remarquable ! »
« Lui qui présentait de merveilleux éclats de dialogue a été complètement restructuré avec des intrigues basiques », soupire Collider. « Le showrunner Barry Schindel et son équipe ont opté pour une vision rigide et sans originalité. Une adaptation qui contraint son matériel à devenir une banale structure de série. »
Finalement, Vulture va encore plus loin et s'énerve carrément : « Training Day, c'est ce qu'on fait de pire comme cop show. C'est tellement mauvais que, vous, nous, tout le monde - y compris Bill Paxton - méritions mieux ! », assène le journaliste, qui explique que la série n'est qu'une « copie carbone, affreusement écrite, de chacune des séries policières que vous avez vu dans votre vie. Cette adaptation aurait pu être, comme dans le film, une exploration des dangers posés par des hommes peu scrupuleux et vindicatifs, et qui ont trop de pouvoir. À l'arrivée, c'est surtout une excuse pour faire un show made in Jerry Bruckheimer, sur un flic tête-brûlée, qui descend des méchants chaque semaine. »
Variety conclut en résumant de manière cinglante : « Cette série, c'est l'exact opposé de tout ce que le Training Day original essayait d'accomplir. »
En France, Ouest-France décrit le pilote comme « Un naufrage sans fin ». Il ajoute que: « La série tue, en moins de quarante-cinq minutes, tout ce qui faisait l’essence du film ». Le journal se demande même si CBS a regardé un épisode avant de le diffuser.
Le journal enfonce le clou: « C’est bien simple, tout est raté. D’abord, l’identité du long-métrage est assassinée d’une balle entre les deux yeux car sa violence, physique et psychologique, est ici inexistante. En 2001, les attaques racistes, provocations et insultes pleuvent dans la bouche de Denzel Washington. Sur CBS, on a beau montrer les muscles, aucun mot n’est plus haut que l’autre. Normal, évidemment, pour une chaîne grand public. Mais quand même. Le flic pourri qu’incarne Paxton ressemble plus à un type voulant ressembler à un caïd des rues qu’à un vrai flic sans limites. Il n’arrive pas à habiter son personnage et mieux vaut ne pas comparer avec la performance de Washington ».
Ouest-France note que Training Day a néanmoins un atout, celui d’être un cas d’école : cette série souligne l’immense fossé qualitatif qui continue de se creuser entre l’un des trois « networks » américains, CBS et les autres diffuseurs, tels que Netflix ou HBO, chez qui la qualité prime sur le besoin de vendre un produit.